# 丹尼尔·希勒尔

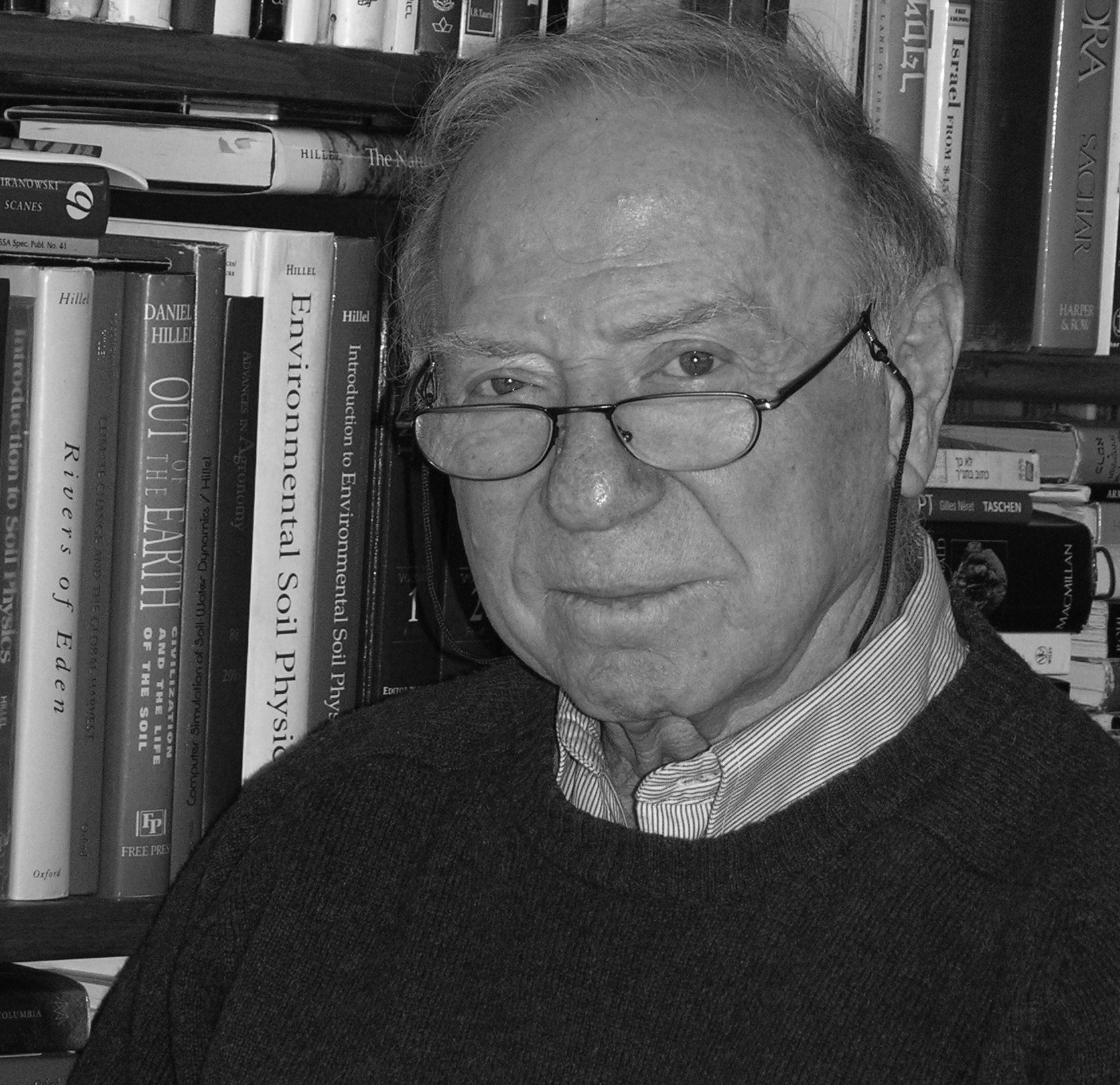
丹尼尔·希勒尔

丹尼尔·希勒尔（希伯來語：דניאל הלל；1930年9月13日—2021年3月）是一位以色列的关注水和土地的科学家，希勒尔开创的微灌技术已经显著的改进了以色列Negev沙漠地区的农产品产量和用水效率，该技术传播到中东地区，然后传到世界各地缺水的国家和地区。希勒尔使用科学技术搭建了习俗和宗教分歧的沟通桥梁并且改善了超过30个国家的生存环境，包括巴基斯坦，苏丹，伊朗，埃及，约旦，塞浦路斯。最近，他正在研究改进农业技术以应对气候变化。2012年他获得了世界粮食奖他现在作为一名高级研究科学家在纽约市的哥伦比亚大学隶属于美国国家航空航天局（NASA）戈达德太空研究所（GISS，Goddard Institute for Space Studies）的地球研究所工作。